# Arrondissement Yvetot
Yvetot is een voormalig arrondissement in het departement Seine-Maritime in de Franse regio Normandië. Het arrondissement werd op 17 februari 1800 gevormd en op 10 september 1926 opgeheven. De tien kantons werden bij de opheffing verdeeld over de arrondissementen Dieppe, Le Havre en Rouen.

## Kantons
Het arrondissement was samengesteld uit de volgende kantons:
- kanton Cany-Barville - toegevoegd aan het arrondissement Dieppe
- kanton Caudebec-en-Caux - toegevoegd aan het arrondissement Rouen
- kanton Doudeville - toegevoegd aan het arrondissement Rouen
- kanton Fauville-en-Caux - toegevoegd aan het arrondissement Le Havre
- kanton Fontaine-le-Dun - toegevoegd aan het arrondissement Dieppe
- kanton Ourville-en-Caux - toegevoegd aan het arrondissement Le Havre
- kanton Saint-Valery-en-Caux - toegevoegd aan het arrondissement Dieppe
- kanton Valmont - toegevoegd aan het arrondissement Le Havre
- kanton Yerville - toegevoegd aan het arrondissement Rouen
- kanton Yvetot - toegevoegd aan het arrondissement Rouen